# Queensboro Plaza (métro de New York)
Pour les articles homonymes, voir Queensboro.
Queensboro Plaza est une station aérienne du métro de New York, située sur deux lignes (au sens de tronçons du réseau), l'IRT Flushing Line et la BMT Astoria Line. Elle est située dans le prolongement du Pont de Queensboro dans le quartier de Long Island City dans l'arrondissement de Queens. Elle dessert un quartier industriel, en cours de réhabilitation.

## Histoire

Vues de la station de métro de Queensboro Plaza
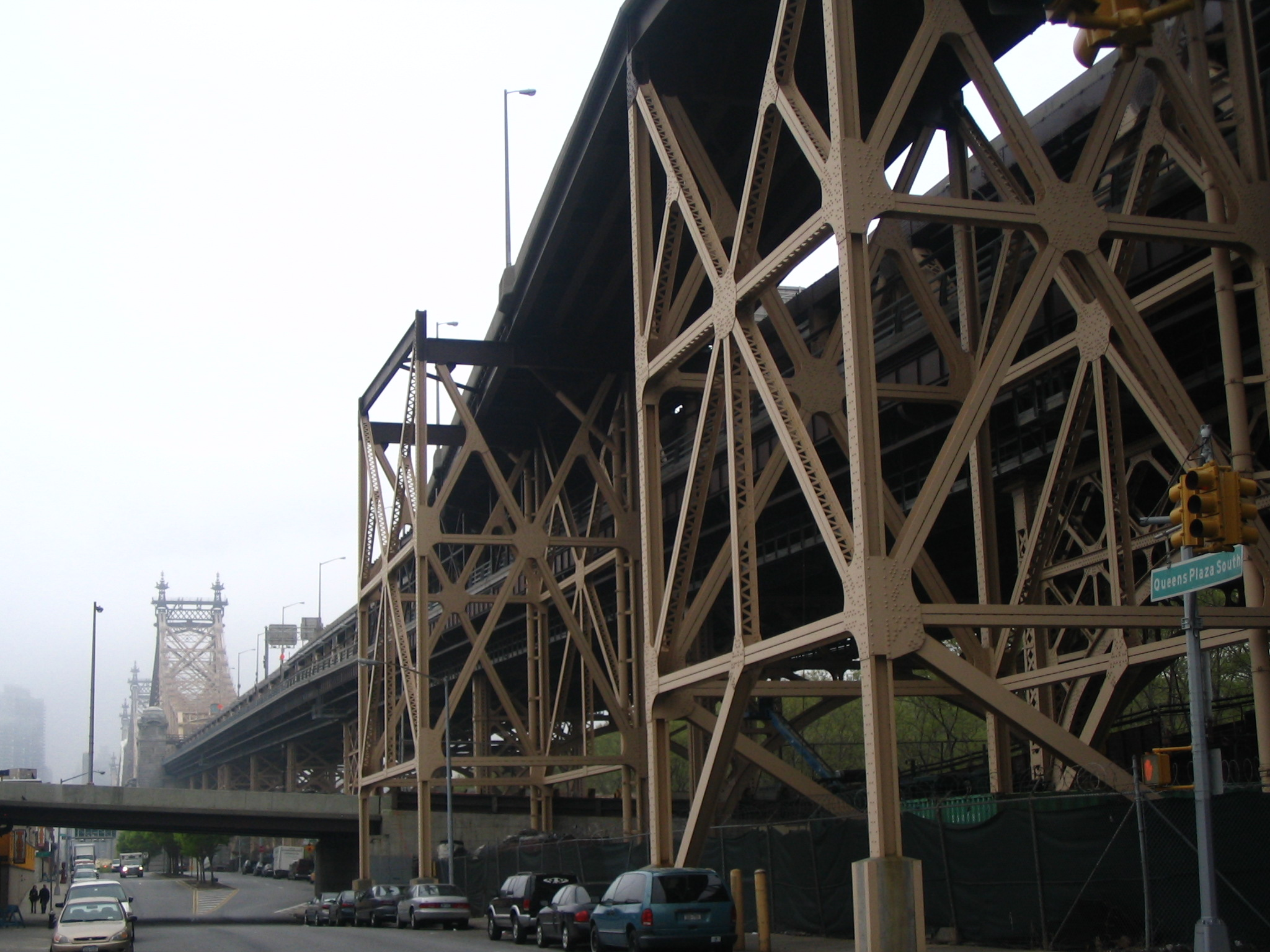
Pont de Queensboro depuis Queensboro Plaza.
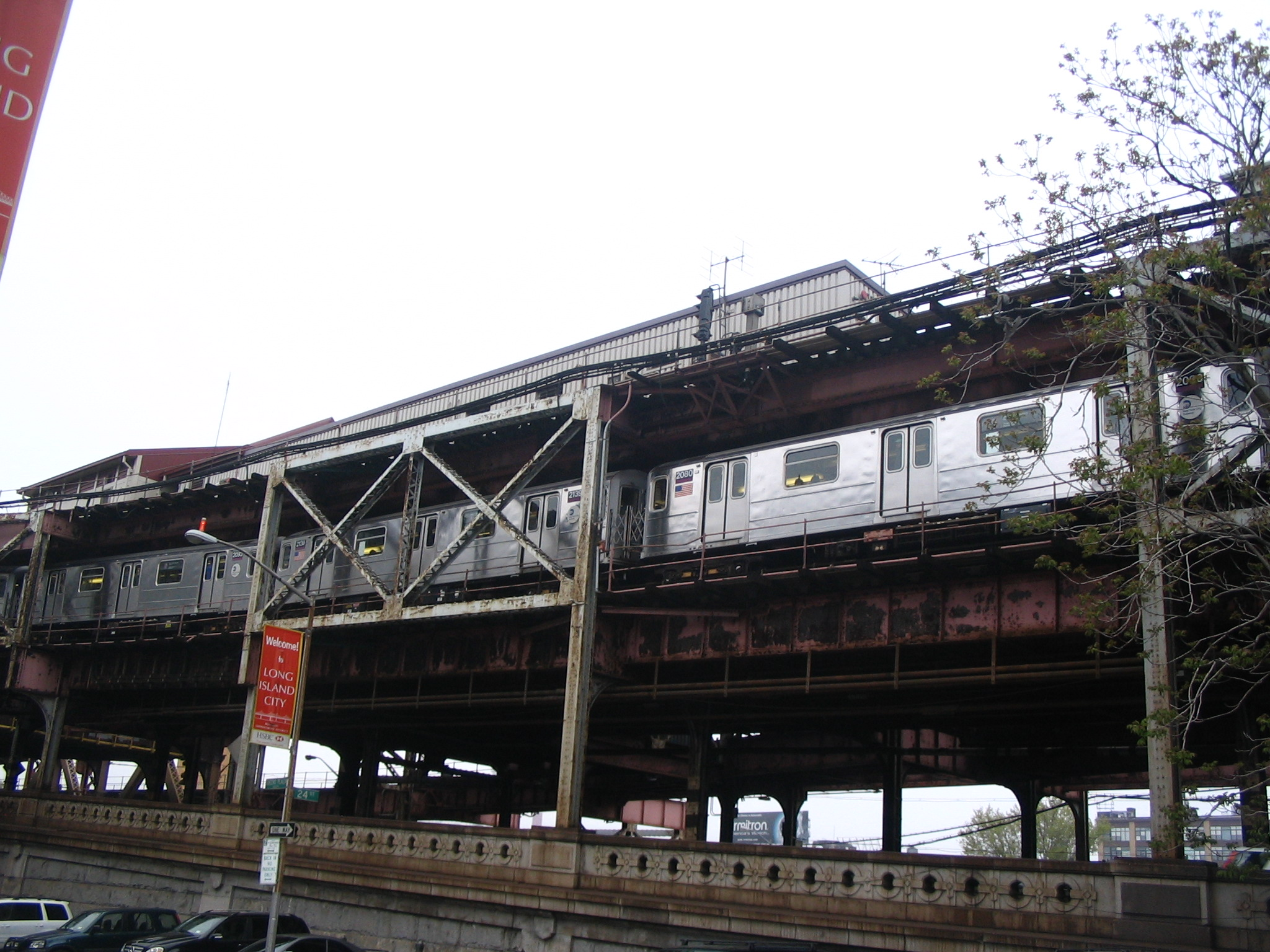
Structure métallique du métro de la ligne 7 avant Queensboro bridge.
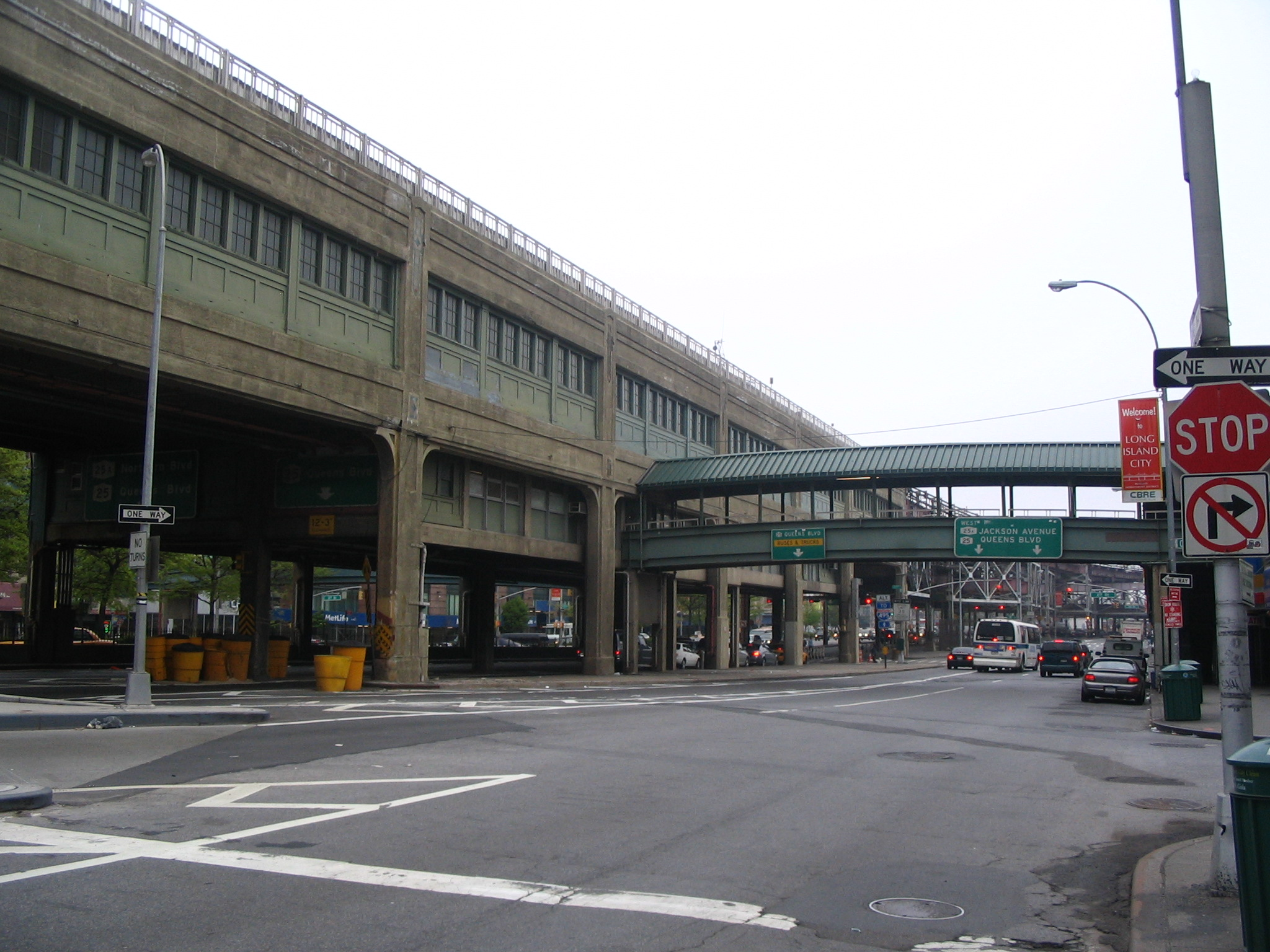
Station de métro de Queensboro Plaza, côté sud de la 42e avenue.

## Services aux voyageurs

### Desserte
Au total, la station regroupe quatre services:
- Les métros N et 7 y transitent 24/7
- La desserte <7> y circule pendant les heures de pointe dans la direction la plus encombrée
- Les métros W s'y arrêtent uniquement en semaine.

## La station au cinéma
Dans le film Le Secret de la planète des singes, (deuxième volet de la saga  La planète des singes ) le héros comprend qu'il est de retour sur terre en découvrant l'inscription en mosaïque de la station de métro : Queensboro Plaza.